# Union pour la démocratie et la paix en Côte d'Ivoire
Ne doit pas être confondu avec Union pour la paix et la démocratie.
L'Union pour la démocratie et pour la paix en Côte d'Ivoire (UDPCI) est un parti politique ivoirien créé par les partisans du général Robert Guéï, ancien président de la République, assassiné le 19 septembre 2002 à la faveur de la rébellion armée.

## Histoire
Depuis le 10 avril 2005, Albert Toikeusse Mabri assure la présidence du parti.
Toikeusse Mabri est candidat de l'UDPCI à l'élection présidentielle de 2010 et arrive en 4e position avec 2,57 % des voix.
L'UDPCI rejoint le RHDP en 2015 et soutient la candidature victorieuse d'Alassane Ouattara lors de l'élection présidentielle de 2015.
En juillet 2017, Toikeusse Mabri annonce son intention d'être candidat à l'élection présidentielle prévue pour octobre 2020. En mars 2020, le président Ouattara désigne le premier ministre Amadou Gon Coulibaly comme candidat du RHDP pour l'élection présidentielle d'octobre. Toikeusse Mabri refuse de confirmer le choix de Ouattara.
Début mai, le président Ouattara lui demande de dissoudre son parti, l'UDPCI, et de soutenir la candidature de Gon Coulibaly. Mabri souhaite être candidat au premier tour et soutenir le candidat du RHDP au second tour. Ouattara refuse.
En juillet 2020, les instances dirigeantes de l'UDPCI se déchirent entre ceux qui soutiennent la candidature présidentielle de Toikeusse Mabri et ceux, comme le ministre Laurent Tchagba, qui soutiennent la candidature d'Amadou Gon Coulibaly, soutenu par le président Ouattara. L'UDPCI quitte le RHDP en août et rejoint l'opposition au président Ouattara.
Toikeusse Mabri présente sa candidature à l'élection présidentielle de 2020 mais celle-ci est rejetée par le Conseil constitutionnel ivoirien en raison d'un manque de parrainages.
Le parti est principalement implanté dans l'ouest du pays et lors des élections législatives de 2021, les 8 députés qu'il obtient sont tous localisés dans la région du Tonkpi,.
En septembre 2022, Toikeusse Mabri annonce le retour de son parti au sein du RHDP. Il souhaitait une alliance avec le RHDP mais Ouattara le force à accepter une intégration à part entière,.

## Personnalités
- Albert Mabri Toikeusse
- Robert Guéï
- Laurent Tchagba